# 馬克·德可斯可
馬克·艾倫·德可斯可（英語：Mark Alan Dacascos，1964年2月26日—）是一位美國男演員和武術家。7歲至18歲間，他贏得了無數的空手道和多種功夫的冠軍。
德可斯可較知名的包括在同名電子遊戲的改編電影《雙截龍》（1994年）中主演吉米·李，並在動作片《轟雷任務》中主演托比·王一角，他也在兩部由美國大片商發行的電影《狙魔特攻》（2001年）和《致命搖籃》（2003年）擔演重要角色。2019年，他於動作片《捍衛任務3：全面開戰》中飾演主要反派。

## 早年生活
馬克·德可斯可出生於夏威夷火奴魯魯。他的父親是位武術教練，擁有菲律賓、西班牙及中國血統。他的生母則是一位愛爾蘭日本混血兒。

## 外部連結
- 馬克·德可斯可在互联网电影资料库（IMDb）上的資料（英文）
- Official web site of Mark Dacascos （页面存档备份，存于）
- HILuxury article on Mark Dacascos